# Cresson H. Kearny
Cresson Henry Kearny (San Antonio, 7 gennaio 1914 – Montrose, 18 dicembre 2003) è stato un ingegnere ed esploratore statunitense, esperto di tecniche di sopravvivenza e consulente dell'esercito degli Stati Uniti.

## Biografia
Dopo essersi diplomato al Texas Military Institute nel 1930, si è laureato in ingegneria civile alla Princeton University nel 1937. Successivamente, grazie a una borsa di studio Rhodes si è laureato in geologia all'Università di Oxford.  Dopo la fine della guerra, nel 1964, è entrato a far parte dell'Oak Ridge National Laboratory dove si è occupato di difesa civile e ha  raccolto i materiali per questo manuale di sopravvivenza della popolazione civile in caso di guerra nucleare (Nuclear War Survival Skills), che ha avuto numerose edizioni ed è stato aggiornato a più riprese. È morto a New York nel 2003.